# Klodian Gino
Klodian Gino (Berat, 13 febbraio 1994) è un calciatore albanese, centrocampista del Saronikos Anavyssou.

## Biografia
Possiede anche la cittadinanza greca.

## Carriera

### Nazionale
Debutta con la maglia dell'Under-21 il 6 febbraio 2013 nella partita amichevole pareggiata per 0 a 0 contro la Macedonia Under-21, subentrando in campo nel secondo tempo.

## Statistiche

### Presenze e reti nei club
Statistiche aggiornate al 3 febbraio 2020.
| Stagione               | Squadra                | Campionato             | Campionato | Campionato | Coppe nazionali | Coppe nazionali | Coppe nazionali | Coppe continentali | Coppe continentali | Coppe continentali | Altre coppe | Altre coppe | Altre coppe | Totale | Totale |
| Stagione               | Squadra                | Comp                   | Pres       | Reti       | Comp            | Pres            | Reti            | Comp               | Pres               | Reti               | Comp        | Pres        | Reti        | Pres   | Reti   |
| ---------------------- | ---------------------- | ---------------------- | ---------- | ---------- | --------------- | --------------- | --------------- | ------------------ | ------------------ | ------------------ | ----------- | ----------- | ----------- | ------ | ------ |
| gen.-giu. 2014         | Fostiras               | FL                     | 9+12       | 0+1        | CG              | 0               | 0               | -                  | -                  | -                  | -           | -           | -           | 21     | 1      |
| 2014-2015              | Arīs Salonicco         | FL2                    | 12         | 0          | CG              | 2               | 0               | -                  | -                  | -                  | -           | -           | -           | 14     | 0      |
| 2015-gen. 2016         | Panargiakos            | FL                     | 0          | 0          | CG              | 0               | 0               | -                  | -                  | -                  | -           | -           | -           | 0      | 0      |
| gen.-giu. 2016         | Kalamata               | FL2                    | 0          | 0          | CG              | 0               | 0               | -                  | -                  | -                  | -           | -           | -           | 0      | 0      |
| 2016-2017              | Panachaïkī             | FL2                    | 0          | 0          | CG              | 0               | 0               | -                  | -                  | -                  | -           | -           | -           | 0      | 0      |
| 2017-2018              | Panachaïkī             | FL                     | 22         | 0          | CG              | 2               | 0               | -                  | -                  | -                  | -           | -           | -           | 24     | 0      |
| Totale Panachaïkī      | Totale Panachaïkī      | Totale Panachaïkī      | 22         | 0          |                 | 2               | 0               |                    | -                  | -                  |             | -           | -           | 24     | 0      |
| 2018-2019              | Apollōn Smyrnīs        | SL                     | 20         | 0          | CG              | 4               | 0               | -                  | -                  | -                  | -           | -           | -           | 24     | 0      |
| 2019-2020              | Apollōn Smyrnīs        | SL2                    | 6          | 0          | CG              | 0               | 0               | -                  | -                  | -                  | -           | -           | -           | 6      | 0      |
| Totale Apollōn Smyrnīs | Totale Apollōn Smyrnīs | Totale Apollōn Smyrnīs | 26         | 0          |                 | 4               | 0               |                    | -                  | -                  |             | -           | -           | 30     | 0      |
| Totale carriera        | Totale carriera        | Totale carriera        | 57+12      | 0+1        |                 | 6               | 0               |                    | -                  | -                  |             | -           | -           | 75     | 1      |

### Cronologia presenze e reti in nazionale
| Cronologia completa delle presenze e delle reti in nazionale ― Albania under 21 | Cronologia completa delle presenze e delle reti in nazionale ― Albania under 21 | Cronologia completa delle presenze e delle reti in nazionale ― Albania under 21 | Cronologia completa delle presenze e delle reti in nazionale ― Albania under 21 | Cronologia completa delle presenze e delle reti in nazionale ― Albania under 21 | Cronologia completa delle presenze e delle reti in nazionale ― Albania under 21 | Cronologia completa delle presenze e delle reti in nazionale ― Albania under 21 | Cronologia completa delle presenze e delle reti in nazionale ― Albania under 21 |
| Data                                                                            | Città                                                                           | In casa                                                                         | Risultato                                                                       | Ospiti                                                                          | Competizione                                                                    | Reti                                                                            | Note                                                                            |
| ------------------------------------------------------------------------------- | ------------------------------------------------------------------------------- | ------------------------------------------------------------------------------- | ------------------------------------------------------------------------------- | ------------------------------------------------------------------------------- | ------------------------------------------------------------------------------- | ------------------------------------------------------------------------------- | ------------------------------------------------------------------------------- |
| 6-2-2013                                                                        | Laç                                                                             | Albania under 21                                                                | 0 – 0                                                                           | Macedonia del Nord under 21                                                     | Amichevole                                                                      | -                                                                               | 46’                                                                             |
| 7-6-2013                                                                        | Durazzo                                                                         | Albania under 21                                                                | 1 – 2                                                                           | Ungheria under 21                                                               | Qual. Europeo Under-21 2015                                                     | -                                                                               | 46’                                                                             |
| 15-10-2013                                                                      | Elbasan                                                                         | Albania under 21                                                                | 0 – 1                                                                           | Bosnia ed Erzegovina under 21                                                   | Qual. Europeo Under-21 2015                                                     | -                                                                               |                                                                                 |
| 14-11-2013                                                                      | Budapest                                                                        | Ungheria under 21                                                               | 0 – 2                                                                           | Albania under 21                                                                | Qual. Europeo Under-21 2015                                                     | -                                                                               | 76’                                                                             |
| 18-11-2013                                                                      | Elbasan                                                                         | Albania under 21                                                                | 0 – 2                                                                           | Spagna under 21                                                                 | Qual. Europeo Under-21 2015                                                     | -                                                                               | 59’                                                                             |
| 8-10-2014                                                                       | Buzău                                                                           | Romania under 21                                                                | 3 – 1                                                                           | Albania under 21                                                                | Amichevole                                                                      | -                                                                               | 46’                                                                             |
| 14-11-2014                                                                      | Emirati Arabi                                                                   | Albania under 21                                                                | 3 – 2                                                                           | Bahrein under 21                                                                | Torneo di Dubai                                                                 | -                                                                               |                                                                                 |
| 16-11-2014                                                                      | Emirati Arabi                                                                   | Uzbekistan under 21                                                             | 1 – 0                                                                           | Albania under 21                                                                | Torneo di Dubai                                                                 | -                                                                               |                                                                                 |
| 18-11-2014                                                                      | Dubai                                                                           | Emirati Arabi Uniti under 21                                                    | 1 – 0                                                                           | Albania under 21                                                                | Torneo di Dubai                                                                 | -                                                                               |                                                                                 |
| 28-3-2015                                                                       | Vaduz                                                                           | Liechtenstein under 21                                                          | 0 – 2                                                                           | Albania under 21                                                                | Qual. Europeo Under-21 2017                                                     | -                                                                               |                                                                                 |
| 16-6-2015                                                                       | Sollentuna                                                                      | Svezia under 21                                                                 | 4 – 1                                                                           | Albania under 21                                                                | Amichevole                                                                      | -                                                                               | 87’                                                                             |
| 3-9-2015                                                                        | Tirana                                                                          | Albania under 21                                                                | 1 – 1                                                                           | Israele under 21                                                                | Qual. Europeo Under-21 2017                                                     | -                                                                               | 46’ 85’                                                                         |
| 8-9-2015                                                                        | Tirana                                                                          | Albania under 21                                                                | 1 – 6                                                                           | Portogallo under 21                                                             | Qual. Europeo Under-21 2017                                                     | -                                                                               | 46’                                                                             |
| Totale                                                                          |                                                                                 | Presenze                                                                        | 13                                                                              |                                                                                 | Reti                                                                            | 0                                                                               |                                                                                 |